# Annelies Bredael
Annelies Bredael (Willebroek, 15 giugno 1965) è un'ex canottiera belga.

## Palmarès

### Olimpiadi
- 1 medaglia:
  - 1 argento (Barcellona 1992 nel singolo)

### Mondiali
- 3 medaglie:
  - 3 bronzi (Vienna 1991 nel singolo; Indianapolis 1994 nel singolo; Tampere 1995 nel singolo)